# Joan Antoni Blanc Armengol
Joan Antoni Blanc (Tortosa, 1940) és un dissenyador industrial català i professor de les escoles de disseny Elisava i Eina, de la qual fou un dels fundadors l’any 1967. En el camp del disseny es va especialitzar en mobiliari i il·luminació, aplicats a l'àmbit domèstic, urbà i d'oficina, tot i que també ha elaborat diversos dissenys vinculats a la nàutica, l’automobilisme i el motociclisme. President de l’ADP (Associació de Dissenyadors Professionals) entre els anys 1986 i 1989, en va ser un dels impulsors juntament amb altres noms destacats del panorama del disseny com André Ricard, Carlos Marzábal i Yves Zimmermann. A més, també participà en la creació de BCD.
Format com a aparellador, títol que obtingué l’any 1961, Joan Antoni Blanc també va estudiar a l'escola experimental del FAD i a la Llotja entre els anys 1960 i 1962. Fins al 1965 es dedicà a l’interiorisme i a les tasques pròpies d’aparellador, professions que abandonà per a dedicar-se plenament al disseny industrial. L’any 1972 va crear l’Estudi de Disseny Blanc, incorporant com a ajudant a Pau Joan Vidal, dissenyador industrial format a les escoles Massana i Elisava, que posteriorment passà a ser el seu soci. Els dissenys sorgits de l’Estudi de Disseny Blanc es realitzen en col·laboració entre ambdós socis, motiu pel qual no s'especifica en cap cas qui és l’autor del projecte.
Els dissenys de Joan Antoni Blanc en la primera etapa deriven en mobles útils i senzills basats en una funcionalitat sovint revestida de l'estètica decorativa pròpia dels anys 60. La funcionalitat, versatilitat i producció seriada que Blanc intenta imprimir en els seus dissenys el condueixen a instal·lar un taller annex a l'estudi on poder explorar i experimentar els diferents dissenys que vol produir. Al llarg del temps l’obra de Blanc s'impregna d’un caràcter fonamentalment comercial sense oblidar el contingut social del disseny essent considerat un dels pioners del desenvolupament industrial del producte a Espanya. Entre els productes desenvolupats per Blanc cal destacar la llum “Cònica” (Delta d’Or ADI-FAD el 1965), el sistema d’armaris i calaixos “Cubiform”, el llum “semi-esfèrica” (Delta d’Or ADI-FAD el 1966), el conjunt d’elements ampliables “Torre de Babel”, la llum “globo” (Delta de plata ADI-FAD el 1968), el sistema de prestatgeries i contenidors “Perfils”, el llum “Sinclina” (Delta de plata ADI-FAD i premi al millor disseny espanyol a la fira de Madrid el 1991), el sistema de prestatgeries “Prima 1000” o el llum “Escala”. El Museu del Disseny disposa d'una part dels seus fons documentals i de tres peces dissenyades per Joan Antoni Blanc: l’armari “Cubiform” i els llums de peu “Escala” i “Sinclina”.